# پل دلاک

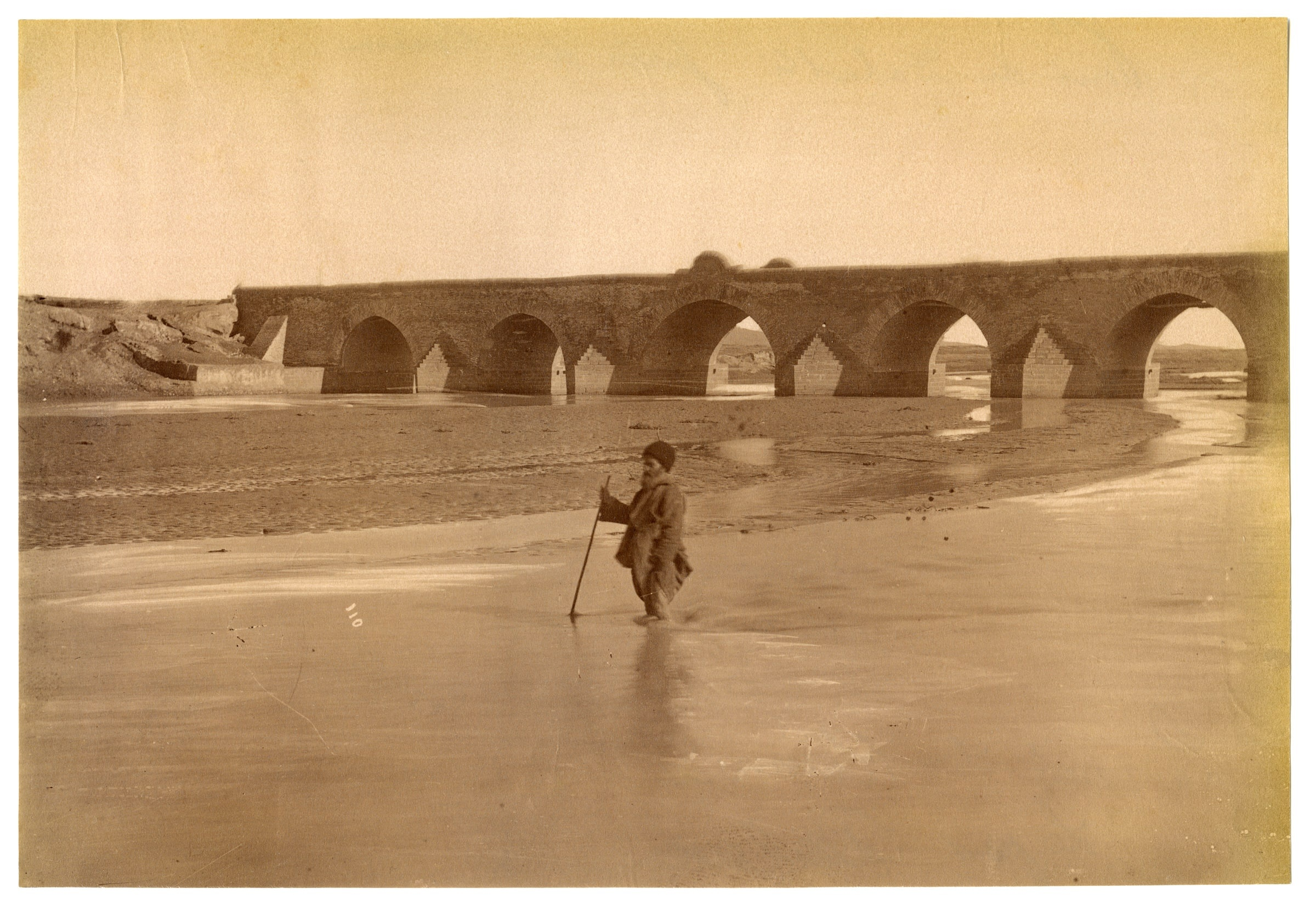
پل دلاک در اواخر سدهٔ ۱۹ میلادی

پل دلاک مربوط به دوره صفوی است و در شهرستان قم، بخش مرکزی، بیرون روستای ملک‌آباد واقع شده است. این اثر در تاریخ ۱۹ اسفند ۱۳۸۰ با شماره ثبت ۴۸۶۹ به عنوان یکی از آثار ملی ایران به ثبت رسیده است.